# Municipio de Torreón
El municipio de Torreón es uno de los 38 municipios del estado de Coahuila en los que se encuentra dividido. Se ubica al suroeste del estado mexicano y la cabecera municipal es la ciudad de Torreón.

## Geografía

Geografía de Torreón

El municipio de Torreón se encuentra en el extremo suroeste del territorio del estado de Coahuila en la conocida como Comarca Lagunera debido a la existencia en la antigüedad de varias lagunas en la zona, la última la Laguna de Mayrán, desaparecida ante la utilización de los caudales de los ríos Nazas y Aguanaval para la irrigación; es territorialmente discontinuo, es decir, se encuentra dividido en dos áreas geográficas separadas por territorio de los municipios de Matamoros y de Viesca, el área norte que es la más pequeña territorialmente pero que alberga a la cabecera municipal limita al este con el Matamoros, y al noroeste con el municipio de Gómez Palacio y al sureste con el municipio de Lerdo, estos dos últimos en el estado de Durango, y el área, mucho más extensa geográficamente, limita al norte y este con el municipio de Viesca, mientras que el oeste y sur limita con el estado de Durango, principalmente con el municipio de General Simón Bolívar y un pequeño sector del de Lerdo.
Tiene una extensión territorial total de 1,255.98 kilómetros cuadrados que representan el 1.29% de la extensión total del estado.

### Orografía
El municipio de Torreón se encuentra a una altitud promedio de 1,120 metros sobre el nivel del mar, su sector norte es mayoritariamente plano, aunque una serie de serranías, en las que se encuentra el Cerro de las Noas, rodea la cabecera municipal en su sector suroeste, el resto está formado por planicies que antiguamente formaron el lecho de la gran Laguna de Mayrán. El sector sur del municipio es mucho más accidentado, caracterizándose por la Sierra de Jimulco en donde se encuentra la mayor elevación del municipio, el Cerro El Centinela; también llamado “Cerro Las Nopaleras”, de 3,146 metros sobre el nivel del mar.

### Hidrografía

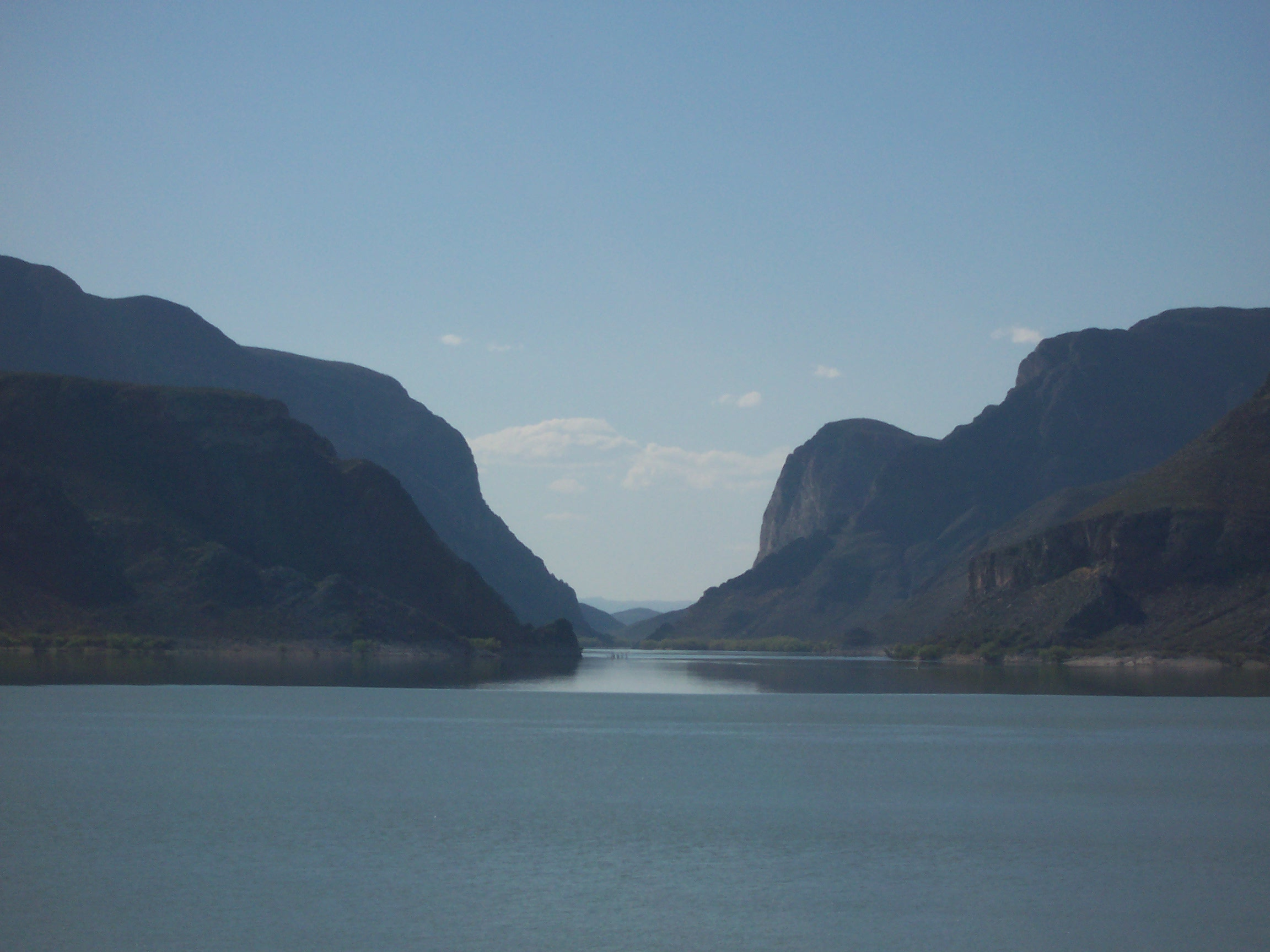
Río Nazas

Torreón se encuentra completamente incluido en una extensa área geográfica que antiguamente constituía la cuenca cerrada de la Laguna de Mayrán, esta era la mayor de una gran serie de cuencas cerradas que caracterizan a la región desértica del norte de México, principalmente en los estados de Coahuila y Chihuahua, estas cuencas albergan lagunas en las épocas de lluvias que posteriormente se desecan por acción de la evaporación y dejan depósitos de minerales que en varios casos son explotados comercialmente, como salinas.
Las principales corrientes fluviales del municipio son los dos principales ríos que con esas características existen en México: el río Nazas, cuyo cauce ingresa al municipio desde el vecino estado de Durango y atravesando la cabecera municipal en sentido oeste-este continuaba hacia la Laguna de Mayran, y el río Aguanaval, que proveniente del estado de Zacatecas señala el límite estatal entre Durango y Coahuila en sentido sur-norte en el sector sur del municipio, posteriormente torcía hacia el este y se dirigía igualmente hacia la Laguna de Mayrán. En la actualidad ambos ríos se encuentran completamente secos debido a su desviación en presas en los estados de Durango y Zacatecas con la intención de regular sus avenidas de agua y sobre todo de destinarla a proyectos de irrigación que han dado prosperidad a la región, el sector norte del municipio se encuentra surcado por gran número de canales realizados con este fin que distribuyen las aguas del río Nazas, sin embargo, esto ha causado la desaparición de los ecosistemas lacustres que caracterizaron a la zona; con anterioridad a la construcción de las presas el río Nazas conducía frecuentes avenidas de agua que llegaron a causar importantes inundaciones en las ciudades de Gómez Palacio y Torreón.
El sector norte del municipio de Torreón forma parte de la cuenca río Nazas-Torreón, mientras que el sector sur integra la cuenca del río Aguanaval, ambas zonas forman parte de la región hidrológica Nazas-Aguanaval.

### Clima
La zona donde se encuentra ubicado Torreón es una de las más secas y calientes de México, por encontrarse en el corazón del Bolsón de Mapimí, prácticamente todo el territorio municipal registra un clima clasificado como Muy seco semicálido, con la excepción de un pequeño sector localizado en las elevaciones de la Sierra de Jimulco en la que el clima es considerado Seco templado; todo el municipio registra una temperatura media anual superior a los 20 °C, únicamente el extremo sur del territorio tiene un promedio de 18 a 20 °C; la precipitación promedio anual de todo el sector sur del municipio, y de una parte del sector norte es de 200 a 300 mm, mientras que la del resto del sector norte es inferior a 200 mm, considerada la más baja del estado de Coahuila.

### Naturaleza

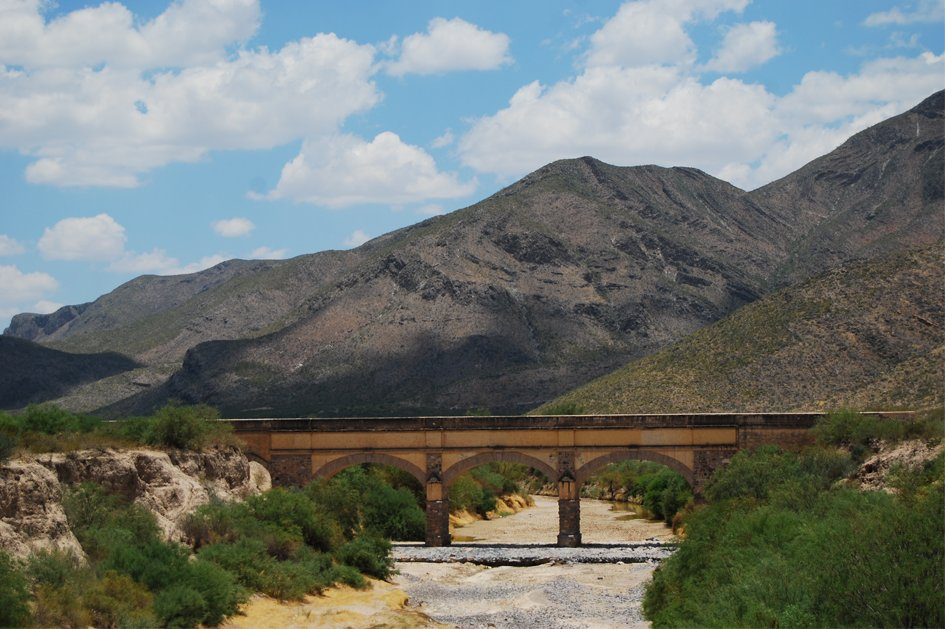
Sierra de Jimulco

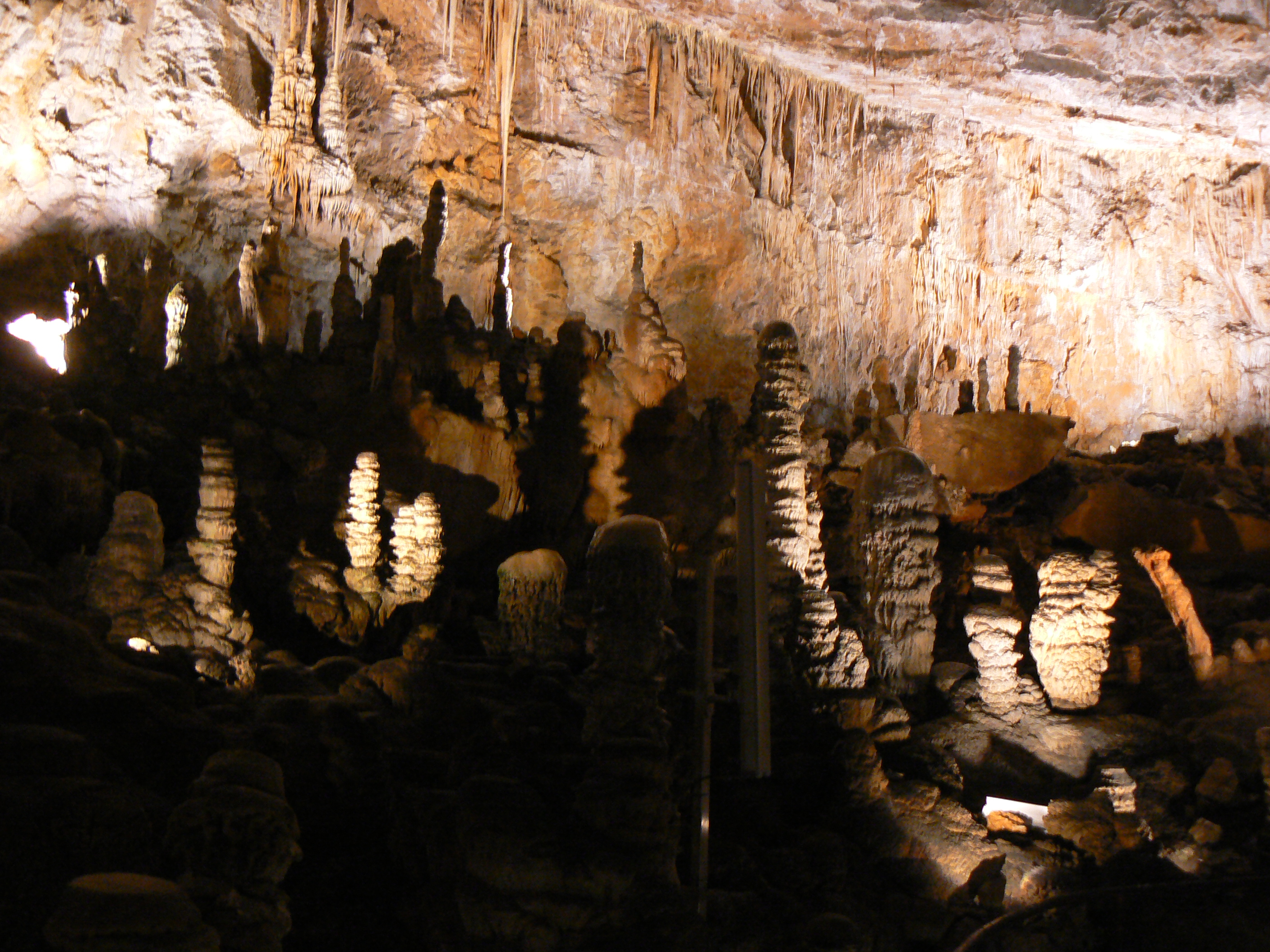
Grutas de Jimulco

#### Flora
La vegetación del Municipio de Torreón es muy variada y depende de la altura sobre el nivel del mar, y precipitación pluvial.
En las partes bajas hay mezquites, huizaches, yucas, nopales, magueyes, cactus, lechuguillas, palmas y gobernadora.
En las partes altas de la Sierra de Jimulco podemos encontrar pinos, pinabetes, encinos y cedros. También ahuehuete, sauce, jarilla, jaboncillo, mimbresa a lo largo del cauce del río Aguanaval. Y en las partes bajas se encuentra la Flor de Jimulco y la cactácea Peniocereus greggi, especies endémicas de la Zona.
Predominan los matorrales en más de 70% en las extensas llanuras. Hacia el suroeste, los matorrales se mezclan con pastizales. En menor proporción, en la Sierra Jimulco se encuentran bosques de coníferas y encinos. La agricultura ocupa 30% del territorio.

#### Fauna
La fauna varía dependiendo de la región natural. A través de los llanos y sierras del Municipio habitan distintas especies.

##### Insectos
Los insectos más comunes son: abejas, avispas, moscas.
En la Sierra de Jimulco habitan: Ciempiés, pinacate, chapulin, escorpión, mariposa jaspeada, tarántula de desierto, También se encuentran: Aphonopelma anax, mariposa citrina, ácaro rojo terciopelo, especies endémicas de la zona.

##### Mamíferos
Los mamíferos más comunes son: perrito de pradera, liebre y ardilla.
En la Sierra de Jimulco habitan: Venado cola blanca, ardilla, coyote, zorro gris, tejón, gato montés, murciélago, jabalí, puma y en diversas ocasiones se han visualizado osos. También se encuentran el cacomixtle y la recién descubierta nueva especie de musaraña, especies endémicas de la zona.

##### Aves
En la región hay diferentes especies de aves entre residentes y migratorias, así como también endémicas.
Las más comunes son: paloma lechuza, cenzontle, zopilote, golondrina, gorrión, correcaminos, alondra, buitre, etc.
En la Sierra de Jimulco habitan: halcón, gavilán, águila, tordo, cuervo, cardenal, calandria, codorniz, aura, colibrí y el guajolote. A lo largo del cauce del río Aguanaval podemos encontrar: Pato, ganso, grulla, garza, especies migratorias que visitan el lugar. También se encuentran: Chupasavia nuca roja, chipe trepador, especies endémicas de la zona.

##### Reptiles
Los reptiles más comunes son: lagartija, víbora de cascabel.
En la Sierra de Jimulco habitan: Huico pinto del noreste, serpiente topera, boa constrictor.

##### Anfibios
En la Sierra de Jimulco, en el cauce del río Aguanaval podemos encontrar: sapo de desierto, tortuga de desierto, tortuga de pantano.

##### Peces
En la Sierra de Jimulco, en el cauce del río Aguanaval podemos encontrar: Bagre yaqui, carpita texana, etc.

Flora y fauna de Torreón
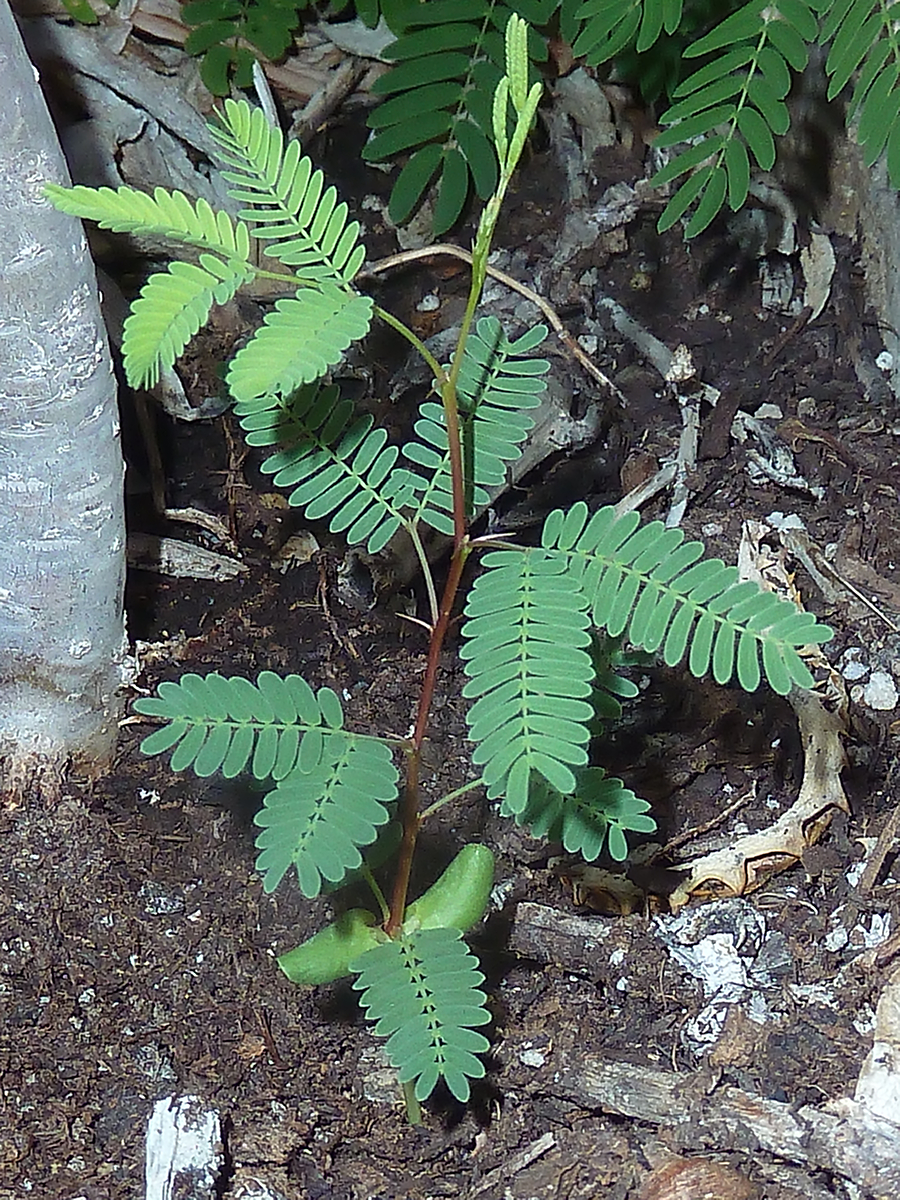
Hizache
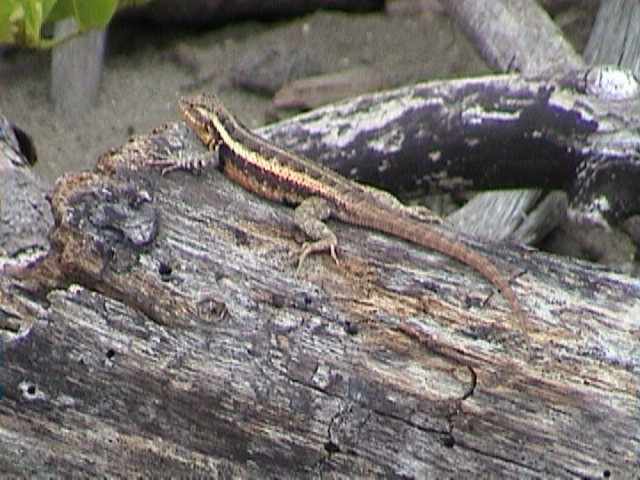
Lagartija
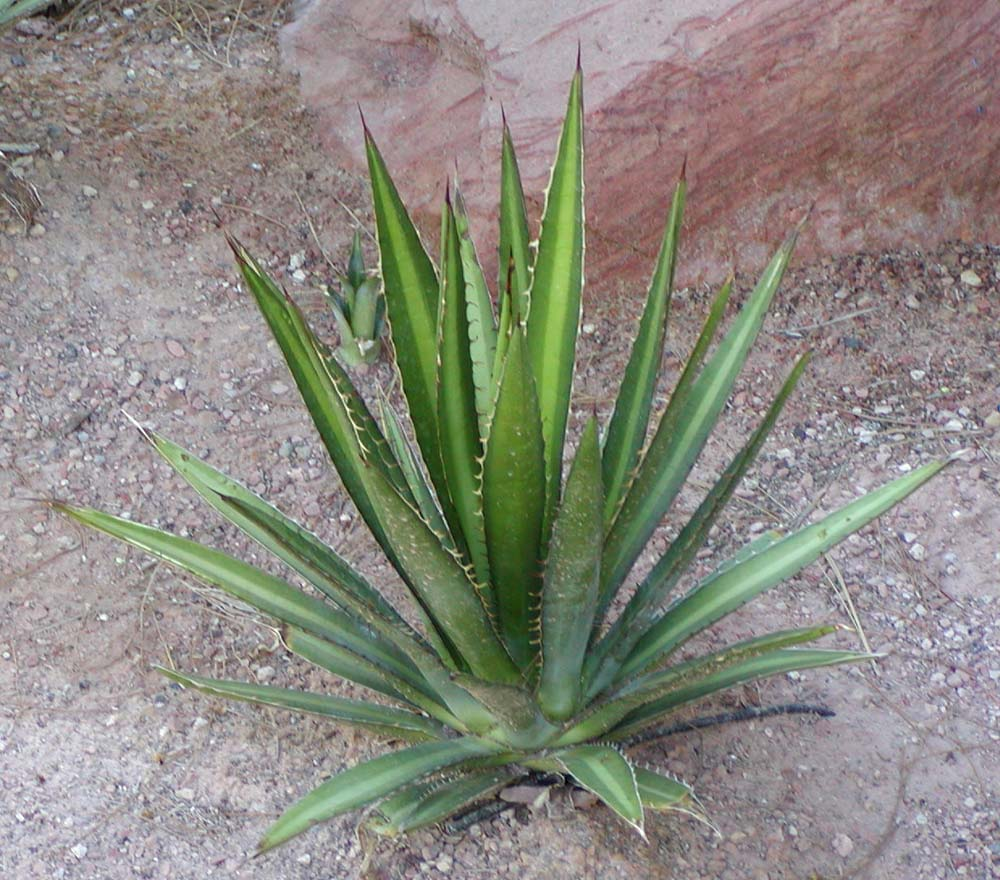
Lechuguilla
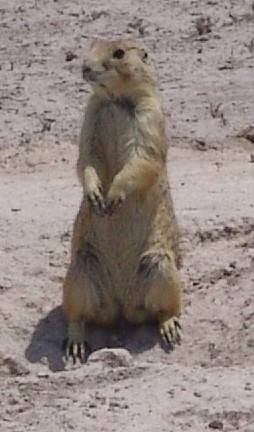
Perrito de la pradera
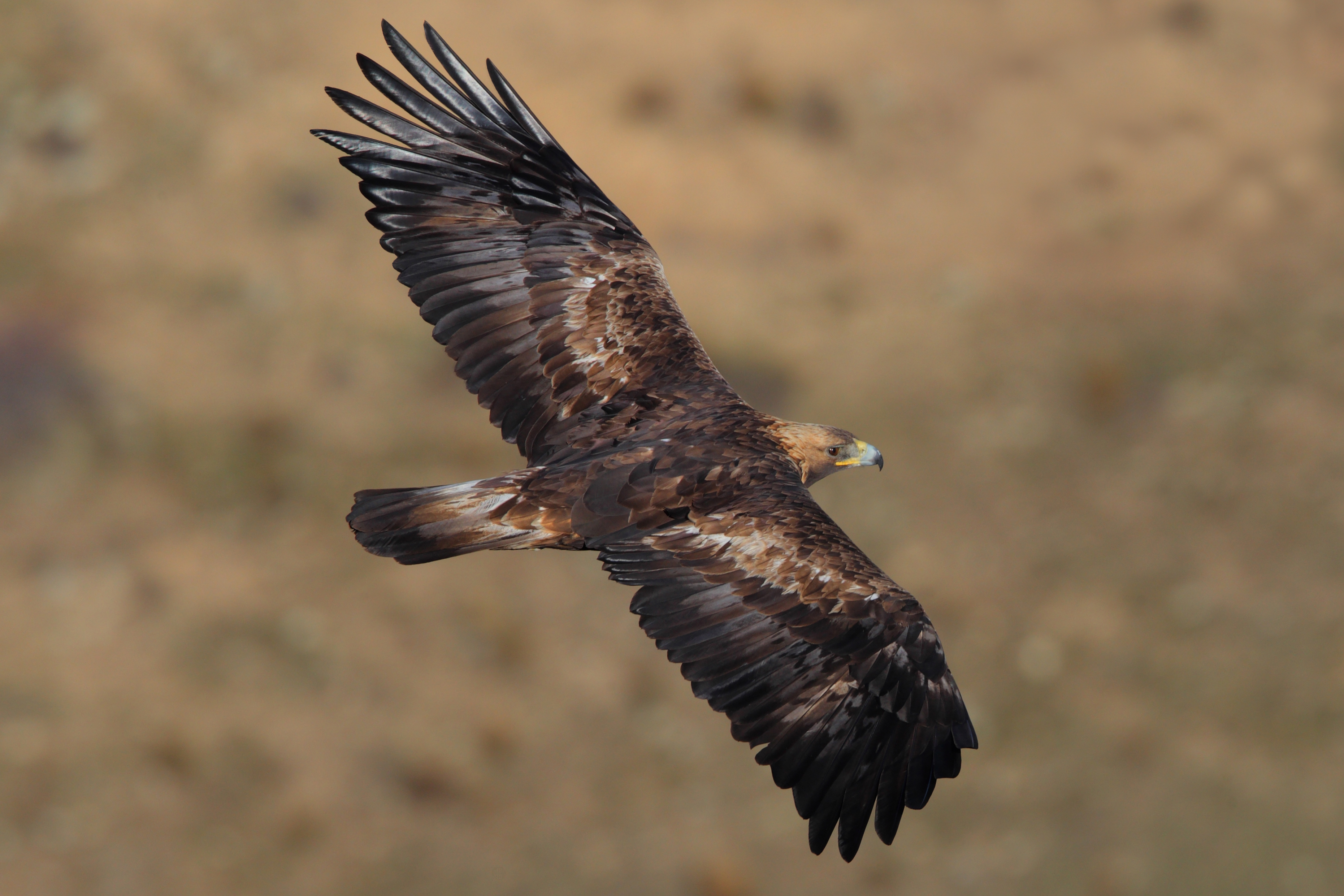
Águila
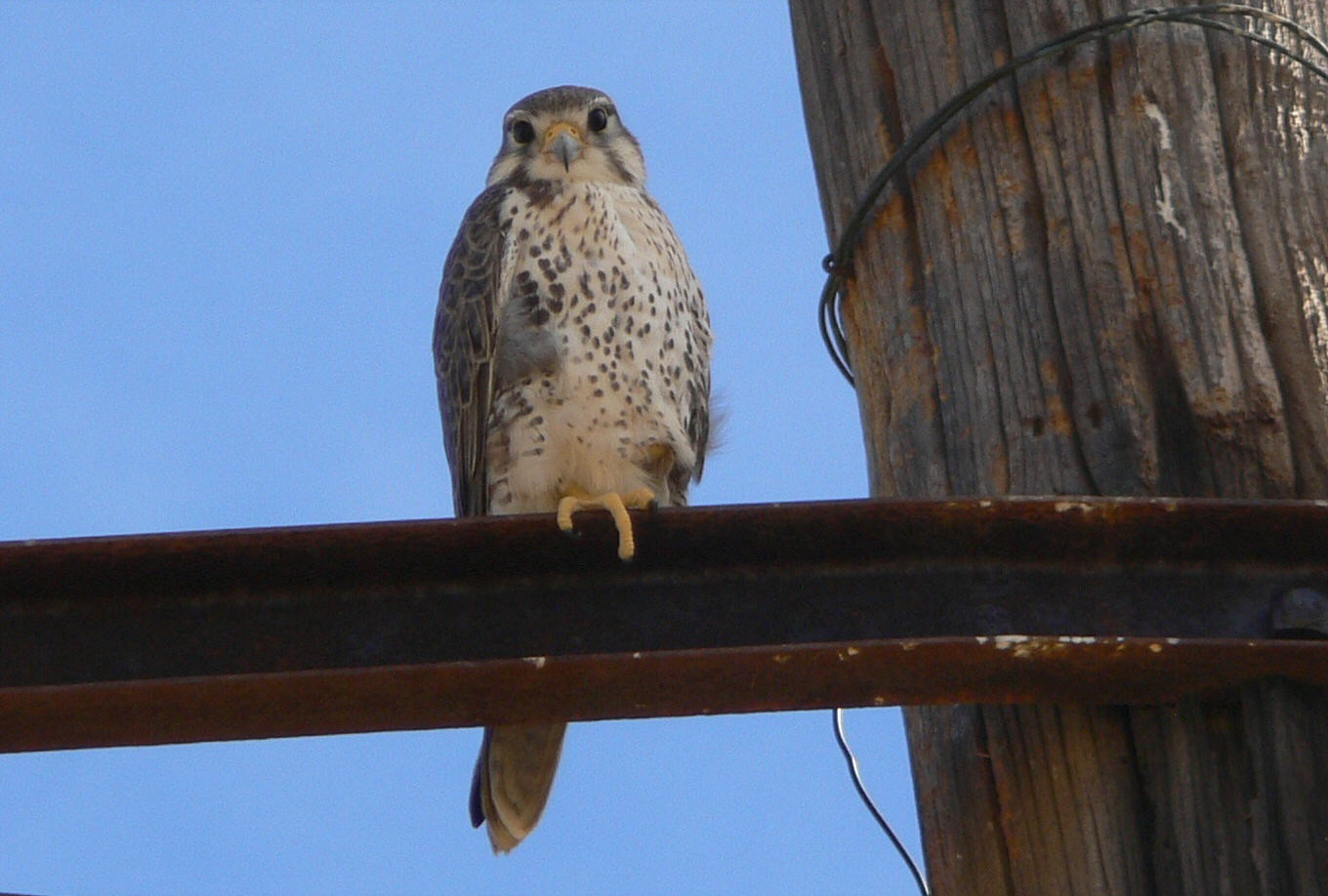
Halcón
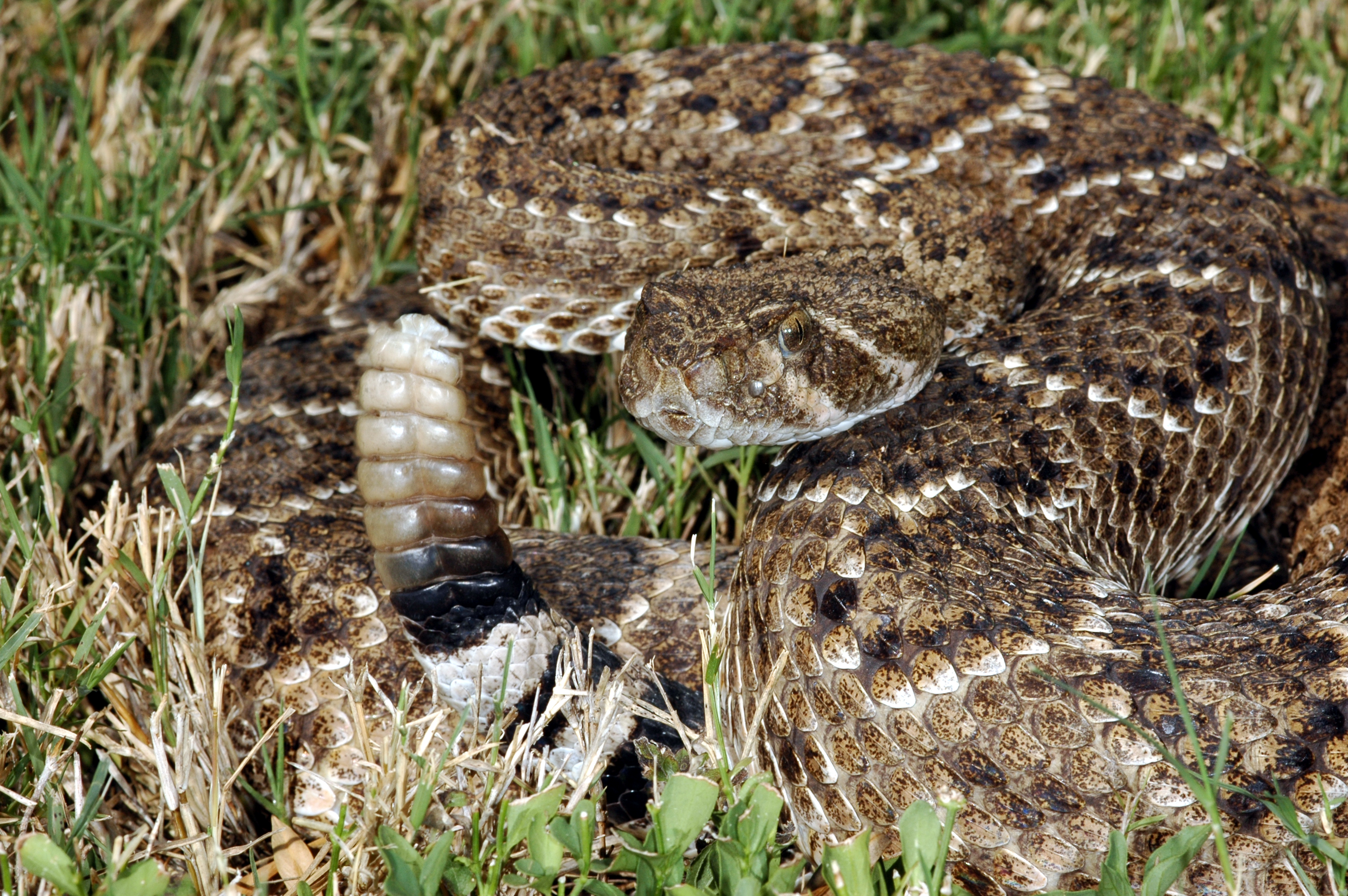
Serpiente de cascabel
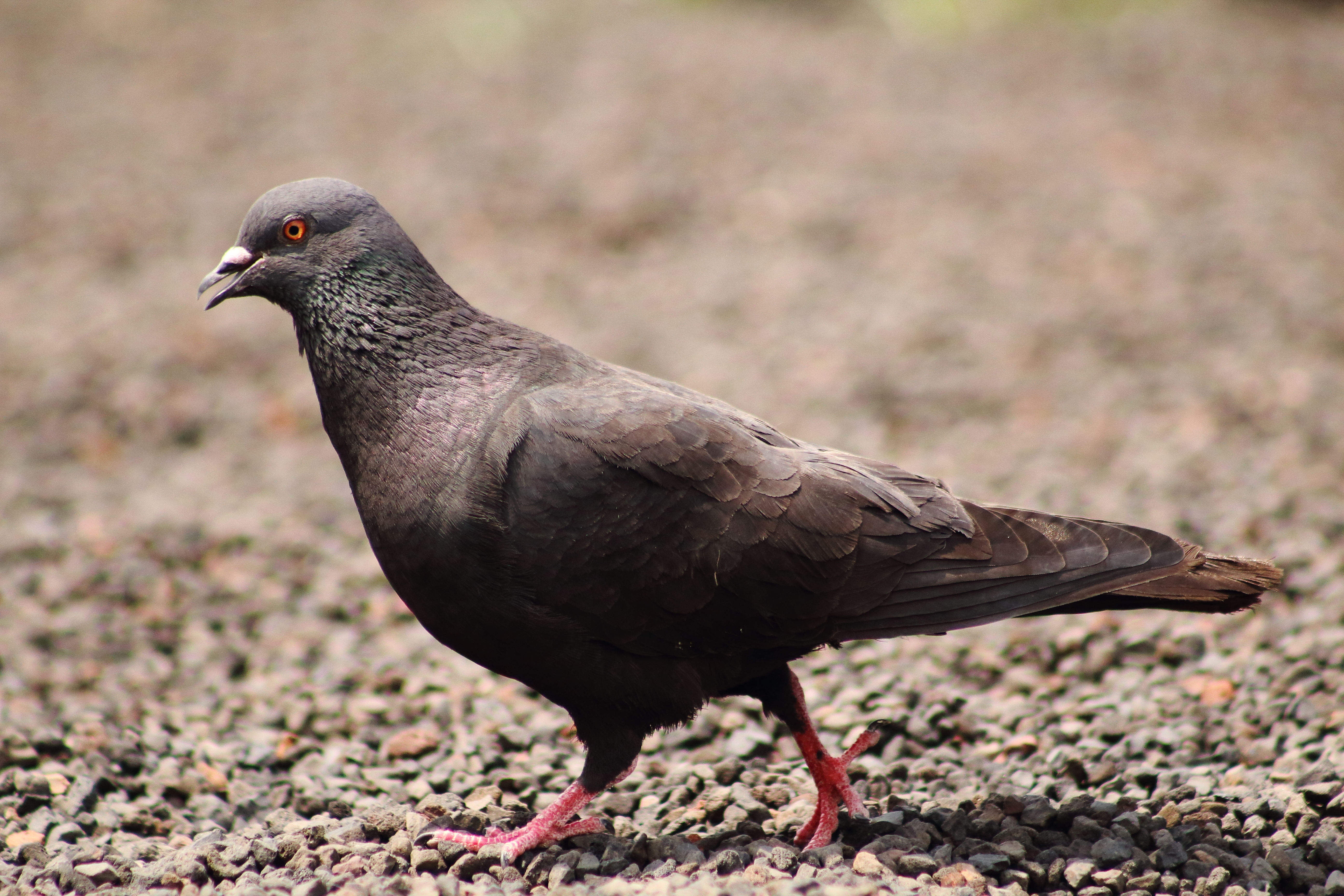
Paloma
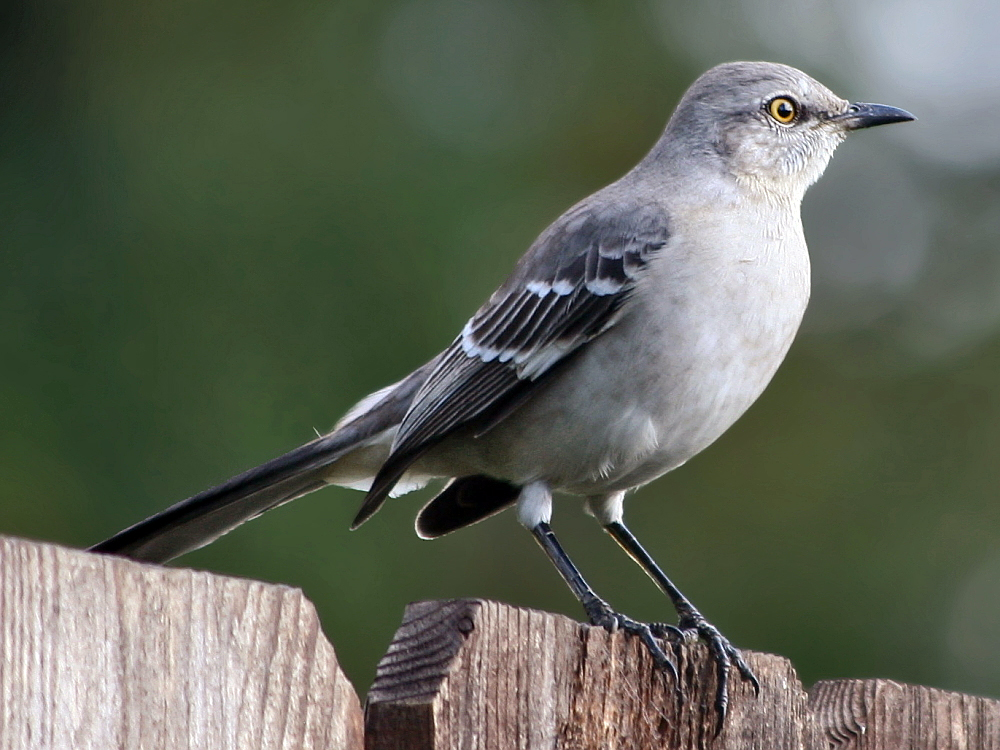
Cenzontle
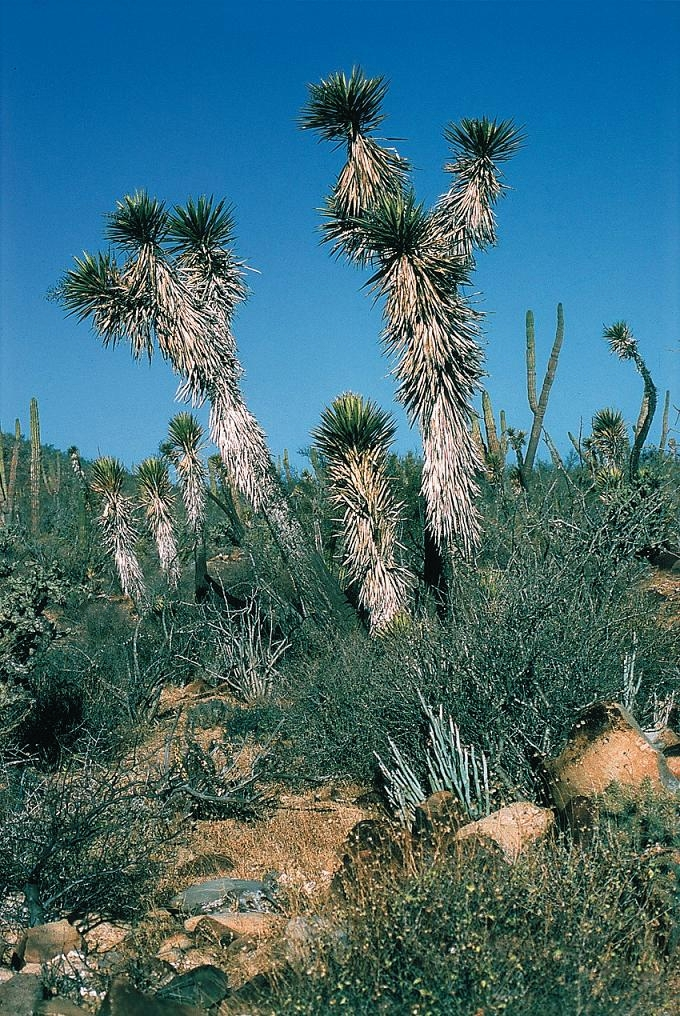
Yucas
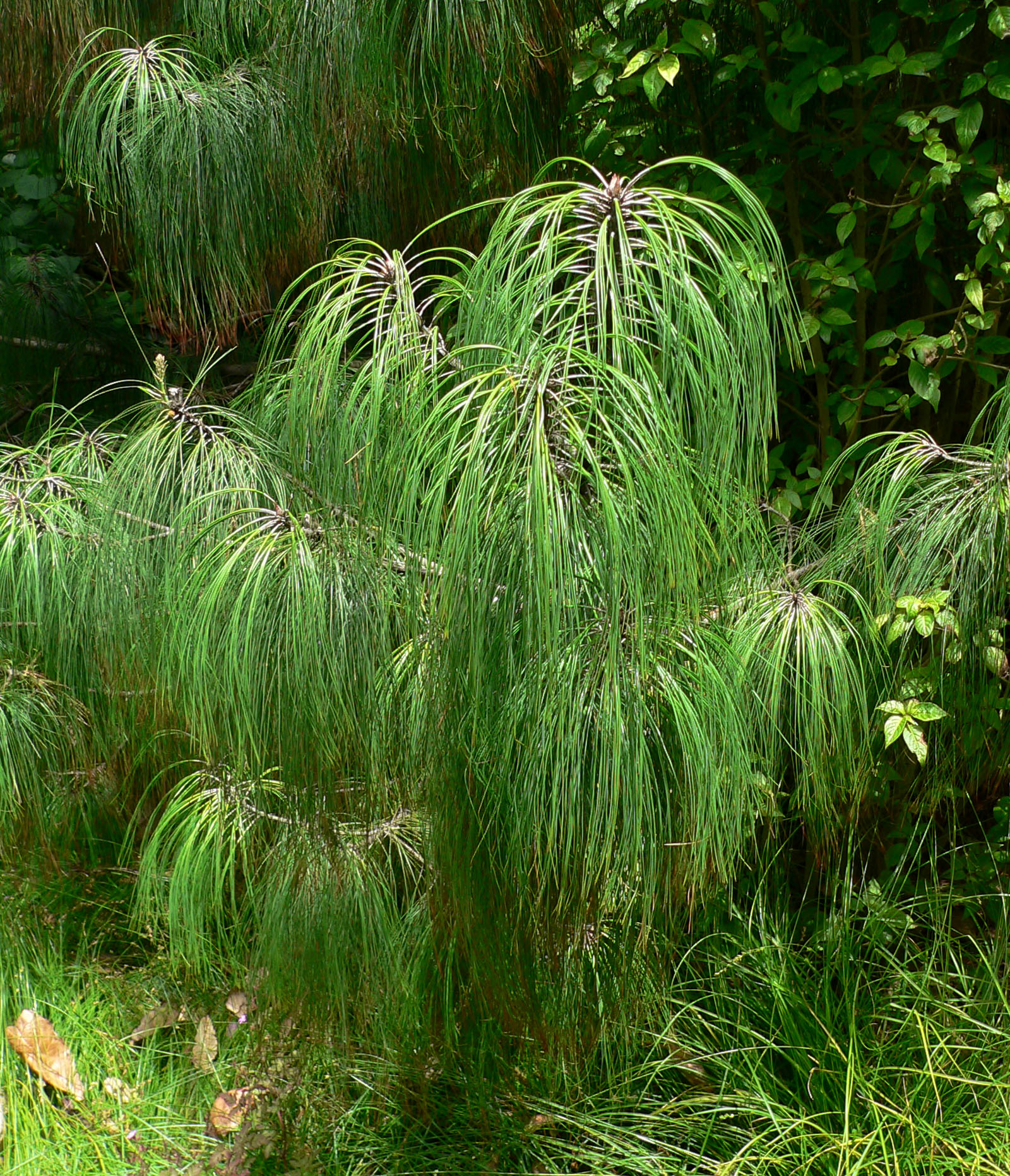
Pinabete
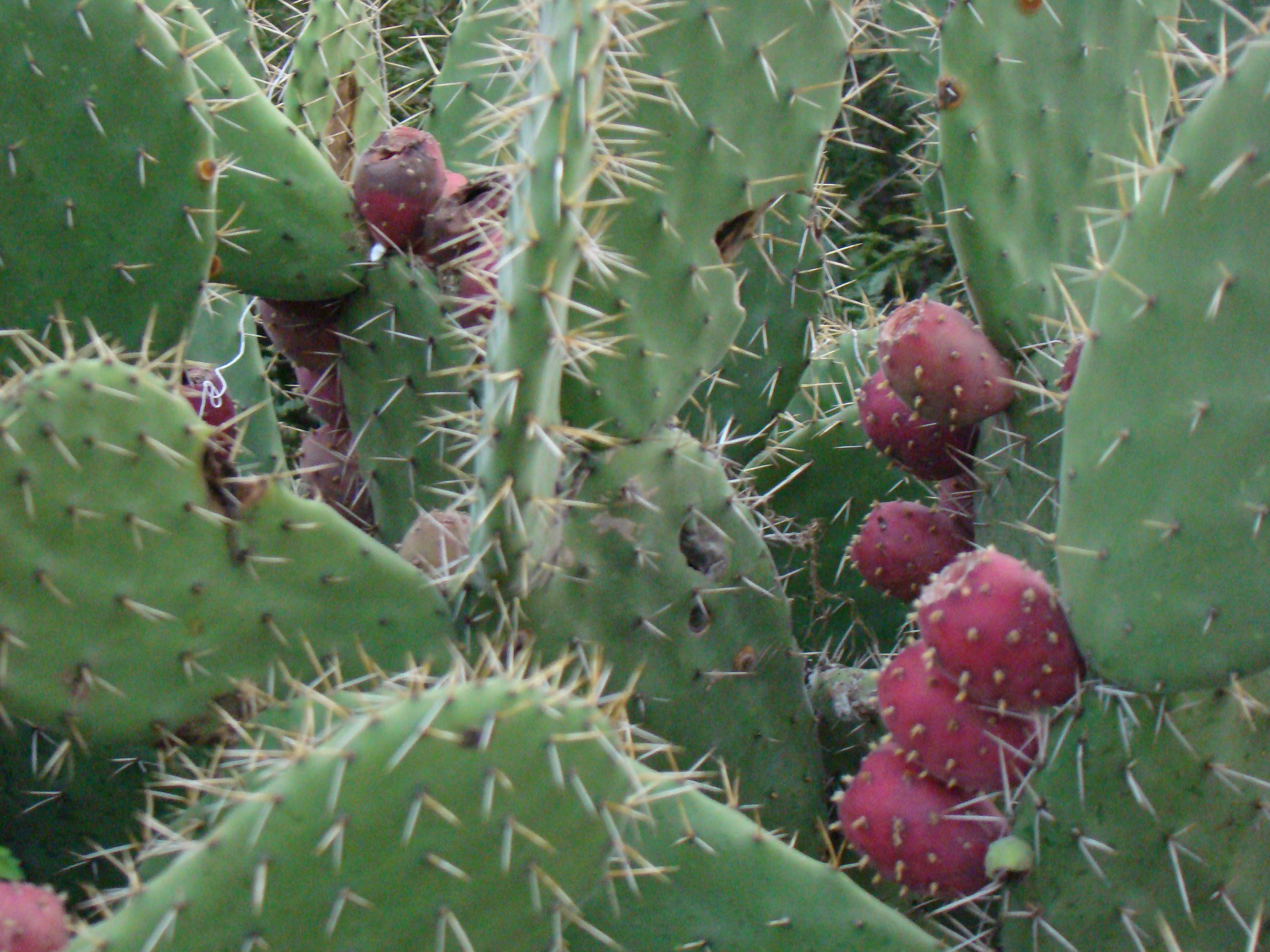
Nopales
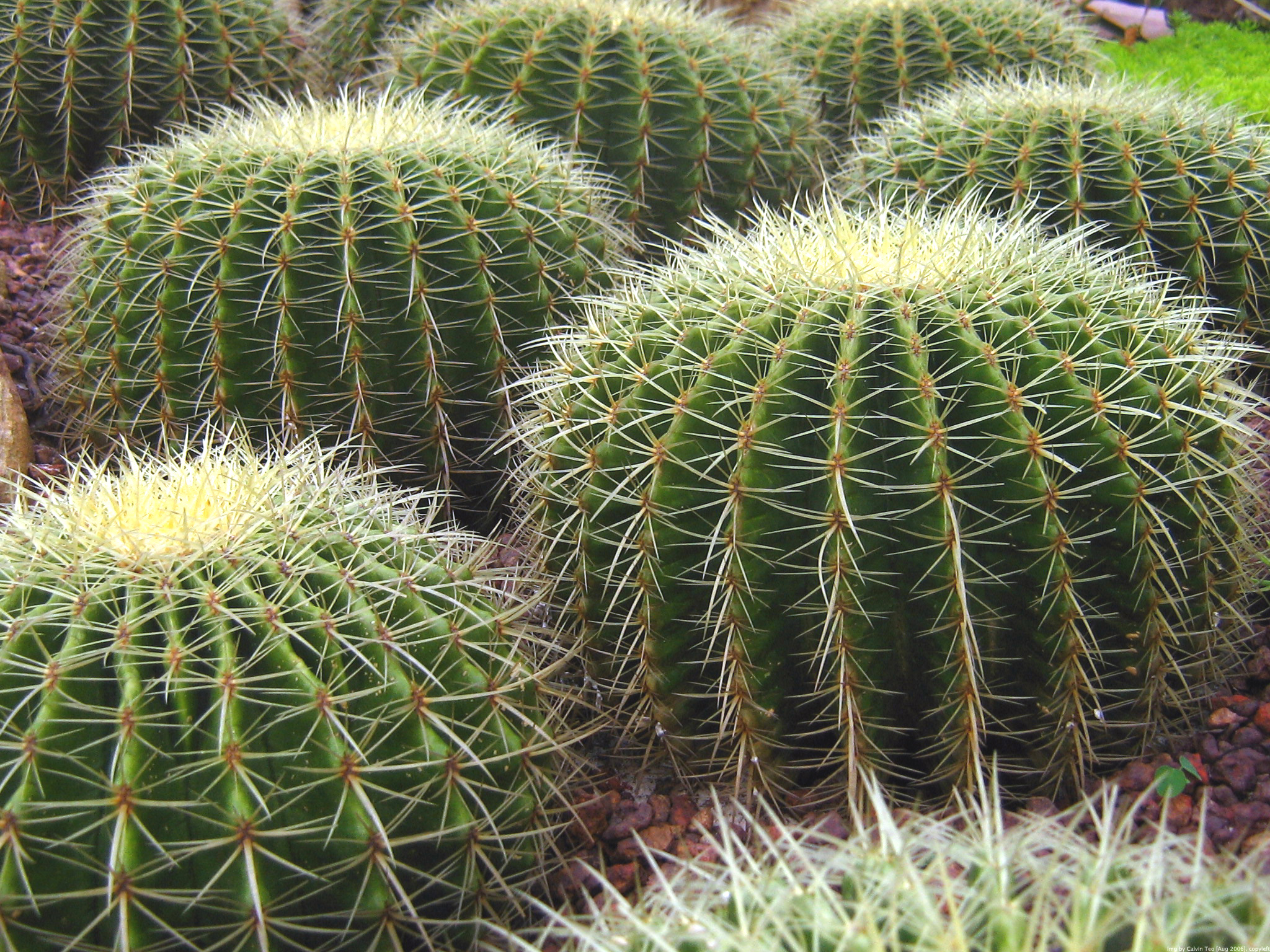
Cactus
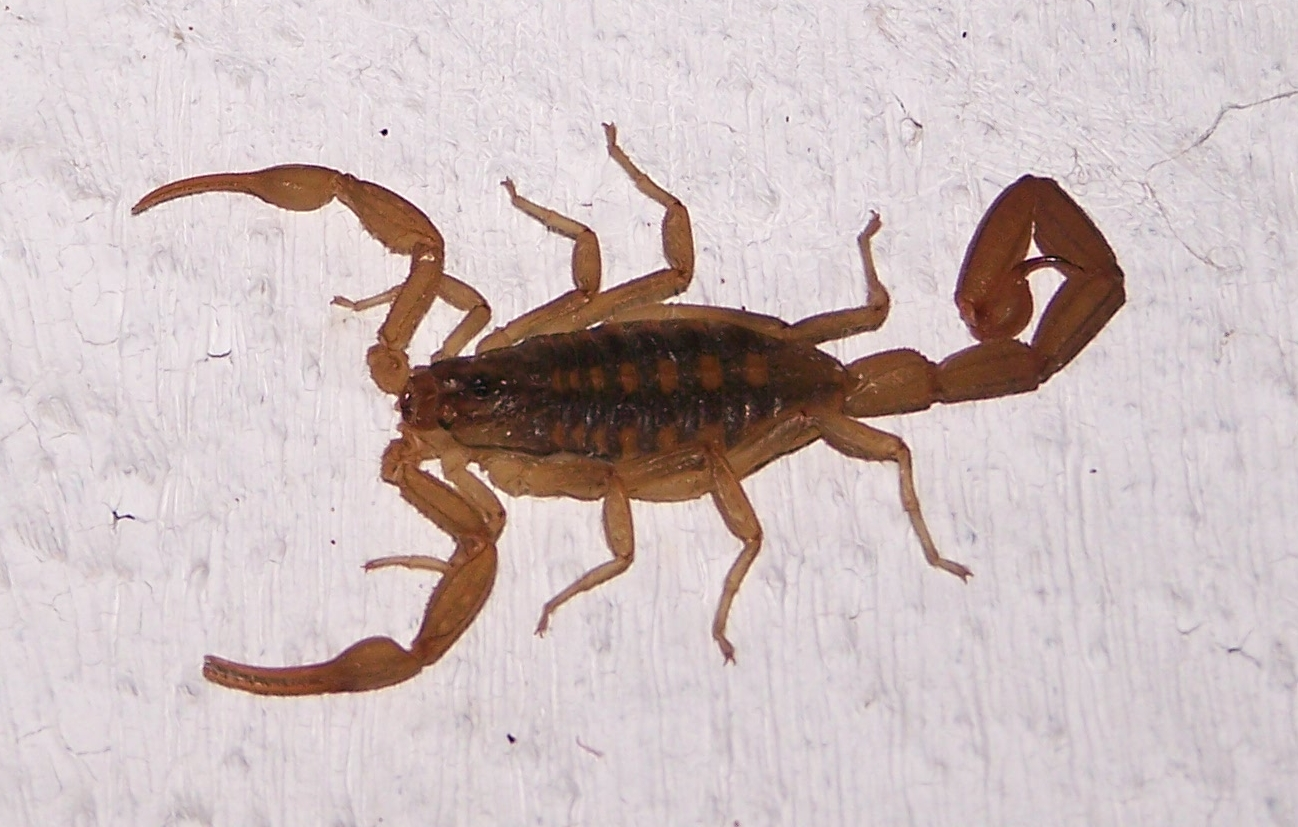
Escorpión
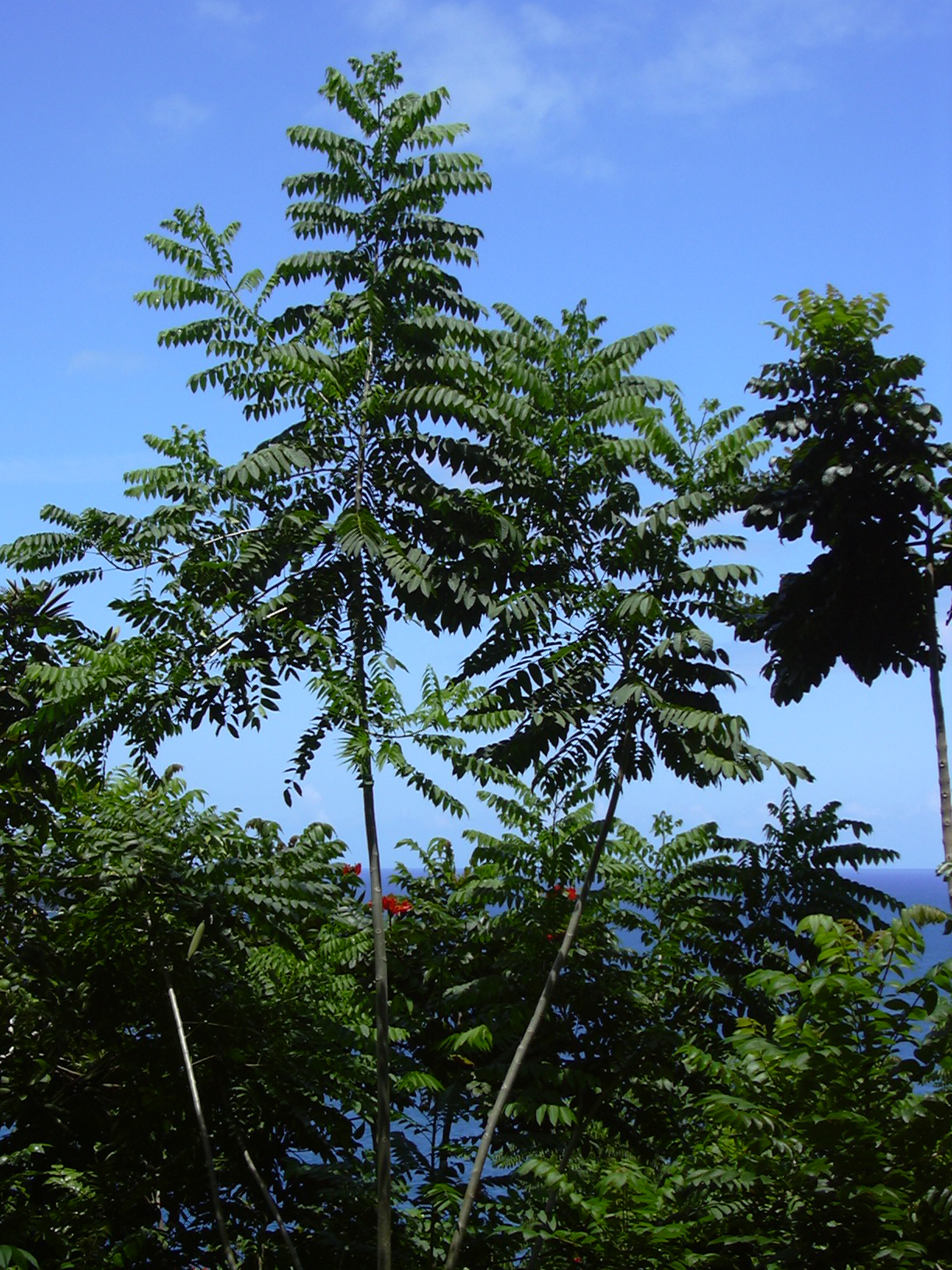
Cedro

#### Reserva ecológica
Noroeste
- Zona del Silencio
- Puente de Ojuela
- Grutas del Rosario
- Sierra del Sarnoso

Noreste
- Laguna Seca de Mayran
- Cuatro Ciénagas

Este
- Cueva del Tabaco
- Parras de la Fuente

Sur
- Reserva Ecológica Sierra y Cañón de Jimulco
- Grutas Sierra de Jimulco
- Barreal de Guadalupe

Sureste
- Dunas de Bilbao
- Viesca

Suroeste
- Cañón de Fernández
- Presa Lázaro Cárdenas

## Demografía
De acuerdo con los resultados del Censo de Población y Vivienda realizado en 2020 por el Instituto Nacional de Estadística y Geografía, el municipio de Torreón tiene un total de 720,848 habitantes, de los cuales 351,753 son hombres y 369,095 son mujeres. siendo por tanto el porcentaje de población masculina del 48.7%, la tasa de crecimiento poblacional anual de 2000 a 2005 ha sido del 1.5%, el 29.0% de los habitantes son menores de 15 años de edad, mientras que entre 15 y 64 años se ubica el 63.6% de la población, el 96.8% de los pobladores residen en localidades que superan los 2,500 habitantes y el 0.3% de los habitantes mayores de cinco años de edad son hablantes de alguna lengua indígena.

## Organización política

### Localidades

Principales localidades del municipio de Torreón

En el Censo de 2020 el municipio de Torreón contaba con 58 localidades.
| Código INEGI      | Localidad               | Población (2020) |
| ----------------- | ----------------------- | ---------------- |
| 050350001         | Torreón                 | 690 193          |
| 050350178         | La Partida              | 4 222            |
| 050350152         | La Concha               | 4 078            |
| 050350197         | Santa Fe                | 2 105            |
| 050350180         | La Paz                  | 2 102            |
| 050350448         | Villas del Renacimiento | 1 874            |
| 050350183         | El Perú                 | 1 869            |
| 050350165         | Juan Eugenio            | 1 832            |
| 050350143         | Albia                   | 1 705            |
| 050350182         | La Perla                | 1 666            |
| 050350177         | La Palma                | 1 118            |
| 050350186         | Rancho Alegre           | 1 049            |
| Otras localidades | Otras localidades       | 7 035            |
| Total municipal   | Total municipal         | 720 848          |

## Política
El municipio de Torreón es gobernado, como todos los municipios de México, por su ayuntamiento, este es electo mediante voto popular, universal, directo y secreto para un periodo de tres años que no es renovable para el mandado inmediato posterior, pero si de forma no continua. El ayuntamiento está integrado por el presidente municipal, un síndico y el cabildo conformado por 17 regidores, de los que diez son electos por mayoría relativa y siete por el principio de representación proporcional, todos ellos entran a ejercer su cargo el día 1 de enero del año siguiente al que se realizó su elección.

### Representación legislativa
Para la división territorial es distritos electorales donde son electos los diputados locales y federales, el municipio de Torreón se encuentra dividido de la siguiente manera:
Local:
- VI Distrito Electoral Local de Coahuila con cabecera en la ciudad de Torreón.
- VII Distrito Electoral Local de Coahuila con cabecera en la ciudad de Torreón.
- VIII Distrito Electoral Local de Coahuila con cabecera en la ciudad de Torreón.
- IX Distrito Electoral Local de Coahuila con cabecera en la ciudad de Torreón.

Federal:
- V Distrito Electoral Federal de Coahuila con cabecera en la ciudad de Torreón.
- VI Distrito Electoral Federal de Coahuila con cabecera en la ciudad de Torreón.

### Presidentes municipales
Hasta 2022, Torreón ha tenido los siguientes presidentes municipales:
| Partido Político                 | Período                             | Nombre                        |
| -------------------------------- | ----------------------------------- | ----------------------------- |
|                                  | 1937 - 1938                         | Manuel Mijares Valdés         |
|                                  | 1939 - 1940                         | Francisco Rivera Morales      |
| 1940 - 1942                      | Julio Larriva                       |                               |
| 1942 - 1945                      | Rafael Duarte Núñez                 |                               |
|                                  | 1945 - 1946                         | Braulio Fernández Aguirre     |
| 1946 - 1948                      | Armín Valdés Galindo                |                               |
| 1948 - 1951                      | Román Cepeda Flores                 |                               |
| 1951 - 1954                      | Rodolfo González Treviño            |                               |
| 1954 - 1957                      | Esteban Jardón H.                   |                               |
| 1957 - 1960 (Reelección)         | Braulio Fernández Aguirre           |                               |
| 1960 - 1962                      | Gustavo G. Fernández Juárez         |                               |
| 1962 - 1963                      | Salvador Sánchez y Sánchez          |                               |
| 1963 - 1966                      | Heriberto Ramos González            |                               |
| 1966 - 1969                      | Rodolfo Guerrero Guerrero           |                               |
| 1969 - 1972                      | Juan Abusaid Ríos                   |                               |
| 1972 - 1975                      | José Solís Amaro                    |                               |
| 1975 - 1978                      | Francisco José Madero González      |                               |
| 1978 - 1981                      | Homero Héctor del Bosque Villarreal |                               |
| 1981 - 1984                      | Braulio Manuel Fernández Aguirre    |                               |
| 1984 - 1987                      | Manlio Fabio Gómez Uranga           |                               |
| 1987 - 1990                      | Heriberto Ramos Salas               |                               |
| 1990 - 1993                      | Carlos Román Cepeda González        |                               |
| 1993 - 1996                      | Mariano López Mercado               |                               |
| 1996 (Interino)                  | Salvador Jalife García              |                               |
|                                  | 1996 - 1999                         | Jorge Zermeño Infante         |
|                                  | 1999 - 2002                         | Salomón Juan Marcos Issa      |
| 2002 (Interino)                  | Javier Garza de la Garza            |                               |
|                                  | 2002 - 2005                         | José Guillermo Anaya Llamas   |
| 2005 - 2009                      | José Ángel Pérez Hernández          |                               |
|                                  | 2009 - 2013                         | Eduardo Olmos Castro          |
| 2013 - 2016                      | Miguel Ángel Riquelme Solís         |                               |
| 2016 - 2017 (Interino)           | Jorge Luis Morán Delgado            |                               |
|                                  | 2017 - 2018 (Primera reelección)    | Jorge Zermeño Infante         |
| 2018 - 2021 (Segunda reelección) |                                     | Jorge Zermeño Infante         |
| 2021 (Interino)                  | Sergio Lara Galván                  |                               |
| 2021                             | Jorge Zermeño Infante               |                               |
|                                  | 2022 - 2024                         | Román Alberto Cepeda González |
| 2025 - 2027 (Reelección)         |                                     | Román Alberto Cepeda González |